# Femdom

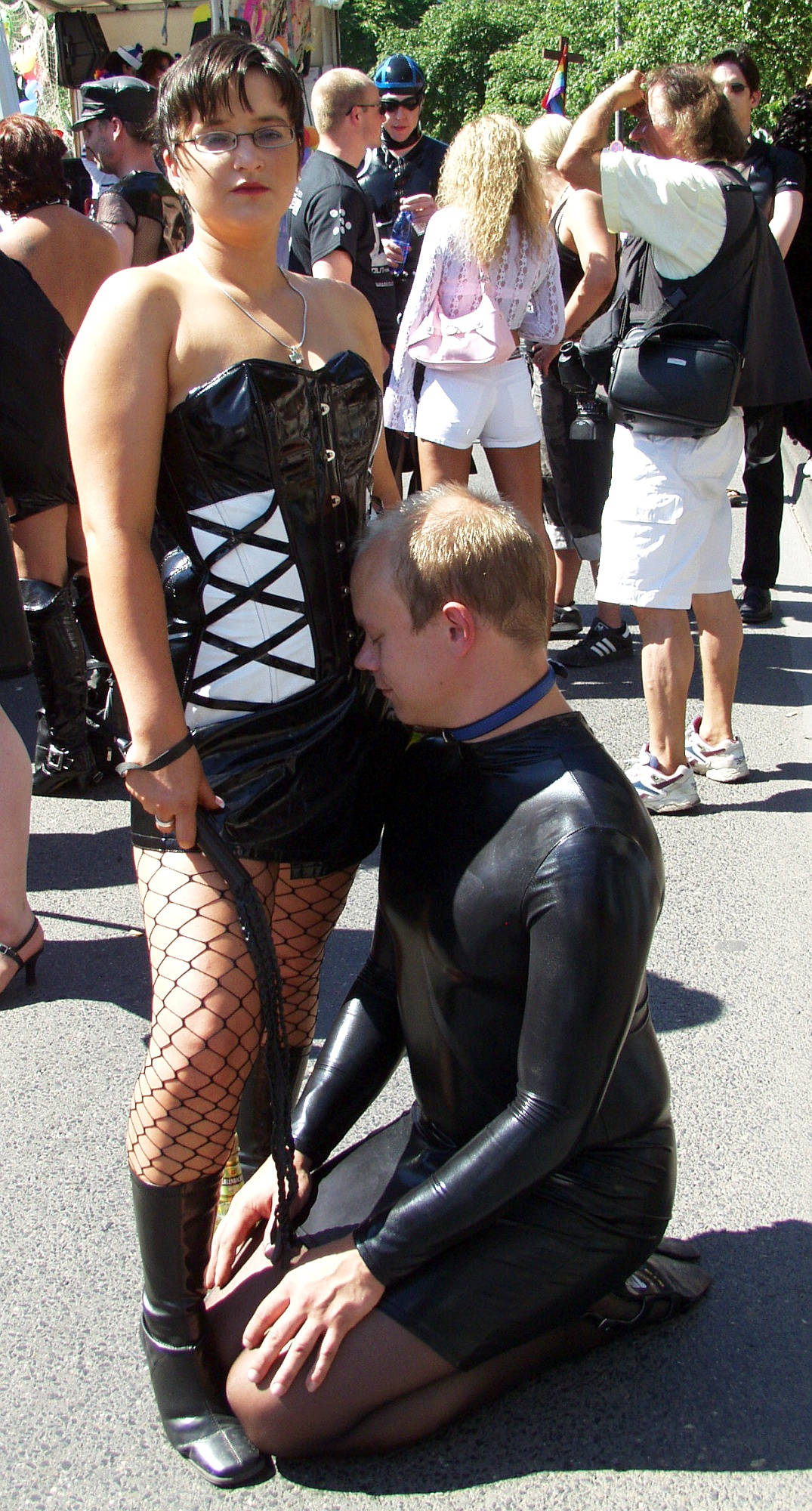
Dominacja kobiety nad mężczyzną.

Femdom (kobieca dominacja) − potoczne określenie praktyk seksualnych polegających na dominacji kobiet nad mężczyznami lub innymi kobietami. Odmiana BDSM. Określenie „femdom” powstało na gruncie języka angielskiego jako zbitka słów female i domination. W relacji tej kobieta często nazywana jest dominą.